# Latodrepanus nicolasi
Latodrepanus nicolasi är en skalbaggsart som beskrevs av Barbero, Palestrini och Angela Roggero 2009. Latodrepanus nicolasi ingår i släktet Latodrepanus och familjen bladhorningar. Inga underarter finns listade i Catalogue of Life.